# 서알프스산맥

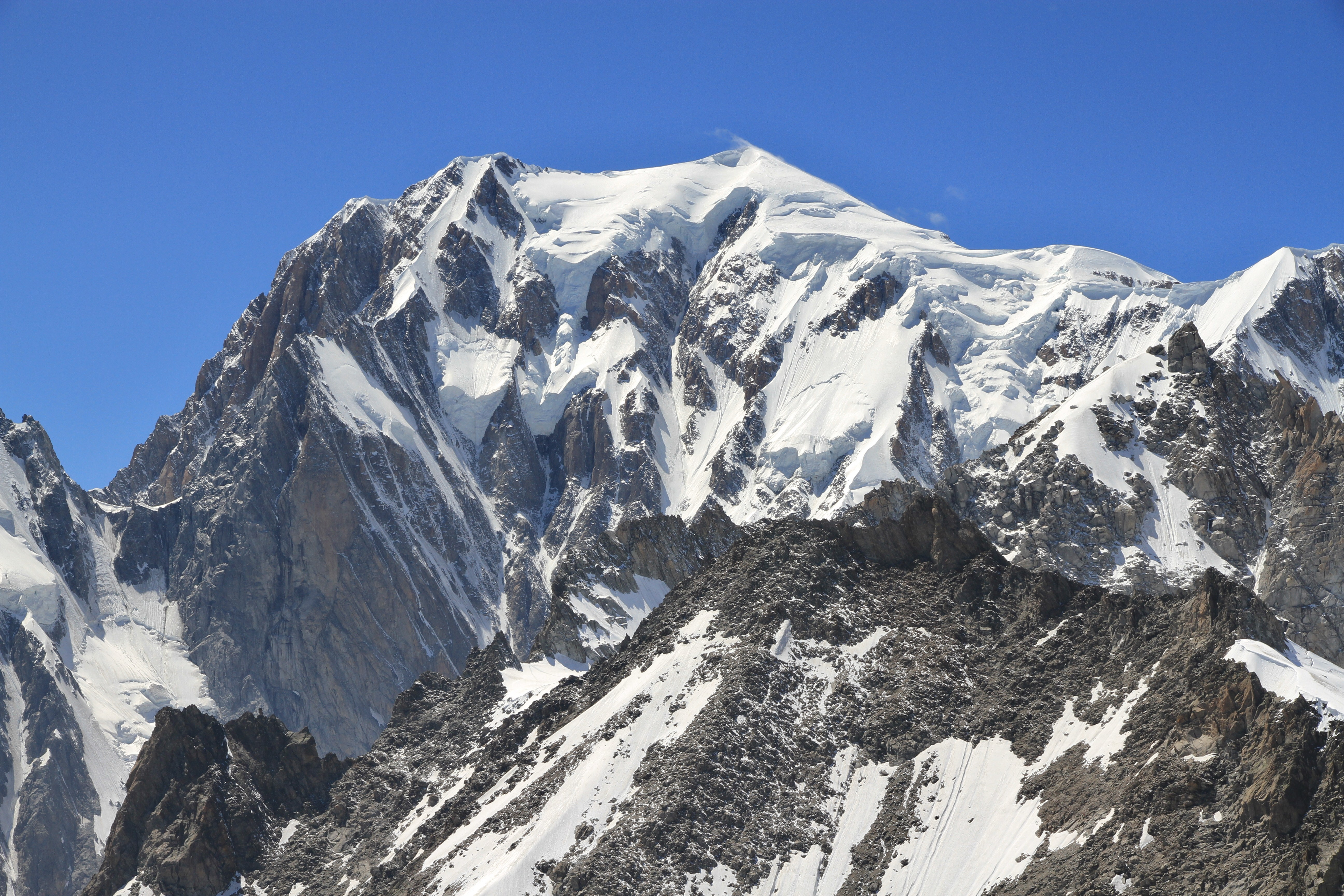
서알프스산맥에서 가장 높은 봉우리인 몽블랑산

서알프스산맥은 알프스산맥의 서부에 위치한 산맥으로 길이는 300km, 너비는 150~185km이다. 프랑스 남동부, 모나코 전체 지역, 이탈리아 북서부, 스위스 남서부에 걸쳐 있다. 산맥의 동쪽에는 동알프스산맥이 위치한다. 산맥에서 가장 높은 봉우리는 스위스, 프랑스에 위치한 몽블랑산(Mont Blanc)으로 높이는 4,810m이다.

## 같이 보기
- 중동알프스산맥
- 동알프스산맥